# Sainte-Marie-d’Attez
Sainte-Marie-d’Attez ist eine französische Gemeinde mit 579 Einwohnern (Stand: 1. Januar 2022) im Département Eure in der Region Normandie. Sie gehört zum Arrondissement Bernay sowie zu den Kanton Breteuil und ist Mitglied im Gemeindeverband Interco Normandie Sud Eure.

## Geografie
Sainte-Marie-d’Attez liegt etwa 28 Kilometer südwestlich von Évreux am Iton. Umgeben wird Sainte-Marie-d’Attez von den Nachbargemeinden Mesnils-sur-Iton im Norden und Osten, L’Hosmes im Südosten, Tillières-sur-Avre im Süden und Südosten, Piseux im Süden sowie Breteuil im Westen.

## Geschichte
Zum 1. Januar 2016 wurden die bis dahin eigenständigen Kommunen Dame-Marie, Saint-Nicolas-d’Attez und Saint-Ouen-d’Attez zur neuen Gemeinde (commune nouvelle) Sainte-Marie-d’Attez zusammengeschlossen. Der Sitz dieser neu geschaffenen Gebietskörperschaft befindet sich im Ortsteil Saint-Ouen-d’Attez. 

## Gliederung
| Ortsteil                             | ehemaliger INSEE-Code | Fläche (km²) | Einwohnerzahl (2022) |
| ------------------------------------ | --------------------- | ------------ | -------------------- |
| Dame-Marie                           | 27195                 | 11,37        | 121                  |
| Saint-Nicolas-d’Attez                | 27573                 | 05,16        | 167                  |
| Saint-Ouen-d’Attez (Verwaltungssitz) | 27578                 | 09,51        | 291                  |

## Sehenswürdigkeiten

### Dame-Marie
- Kirche Notre-Dame, Monument historique seit 1961

### Saint-Ouen-d’Attez
- Menhir Pierre de la Joure, seit 1934 Monument historique
- Kirche Saint-Ouen

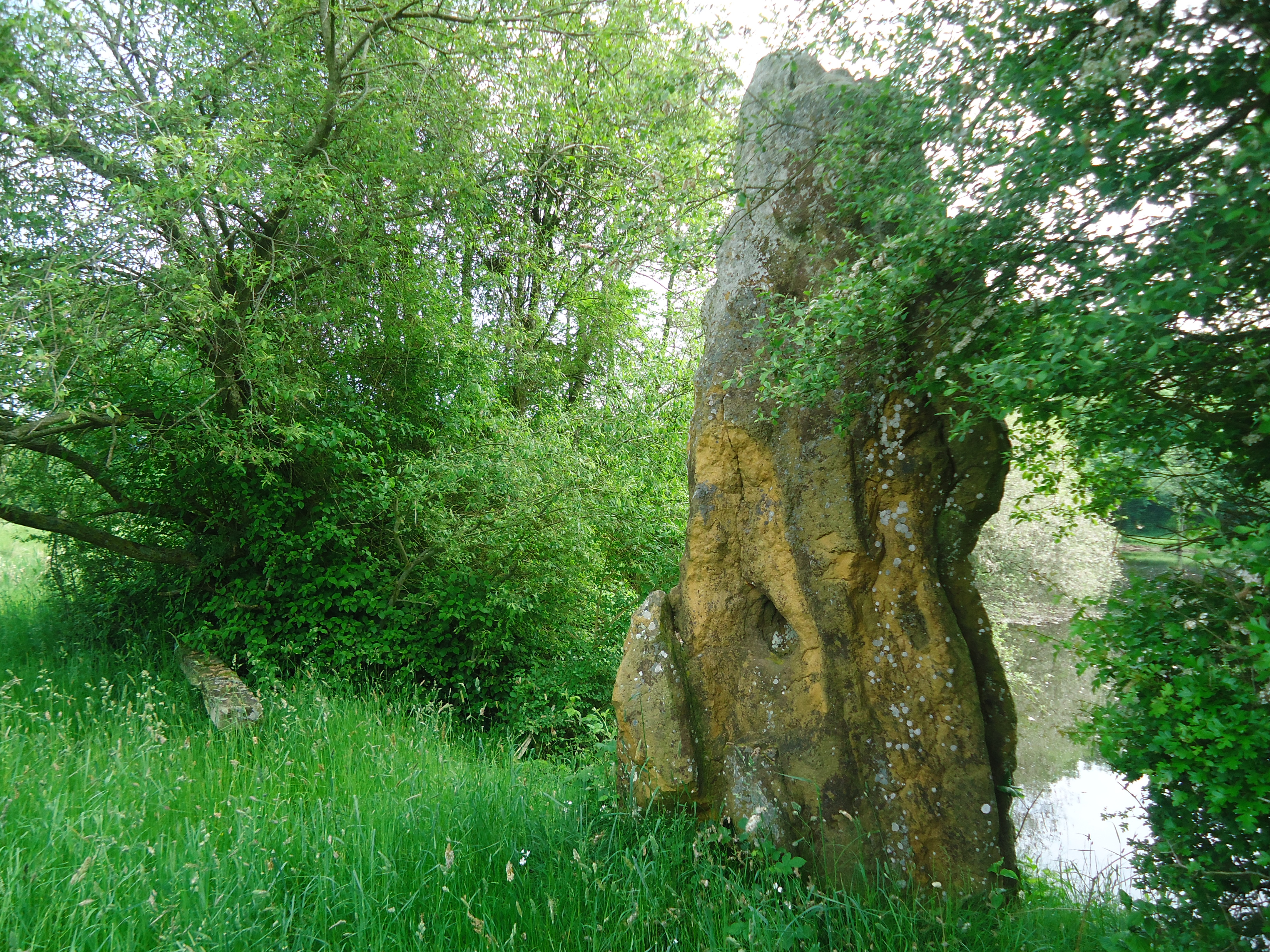
Menhir in Saint-Ouen-d’Attez
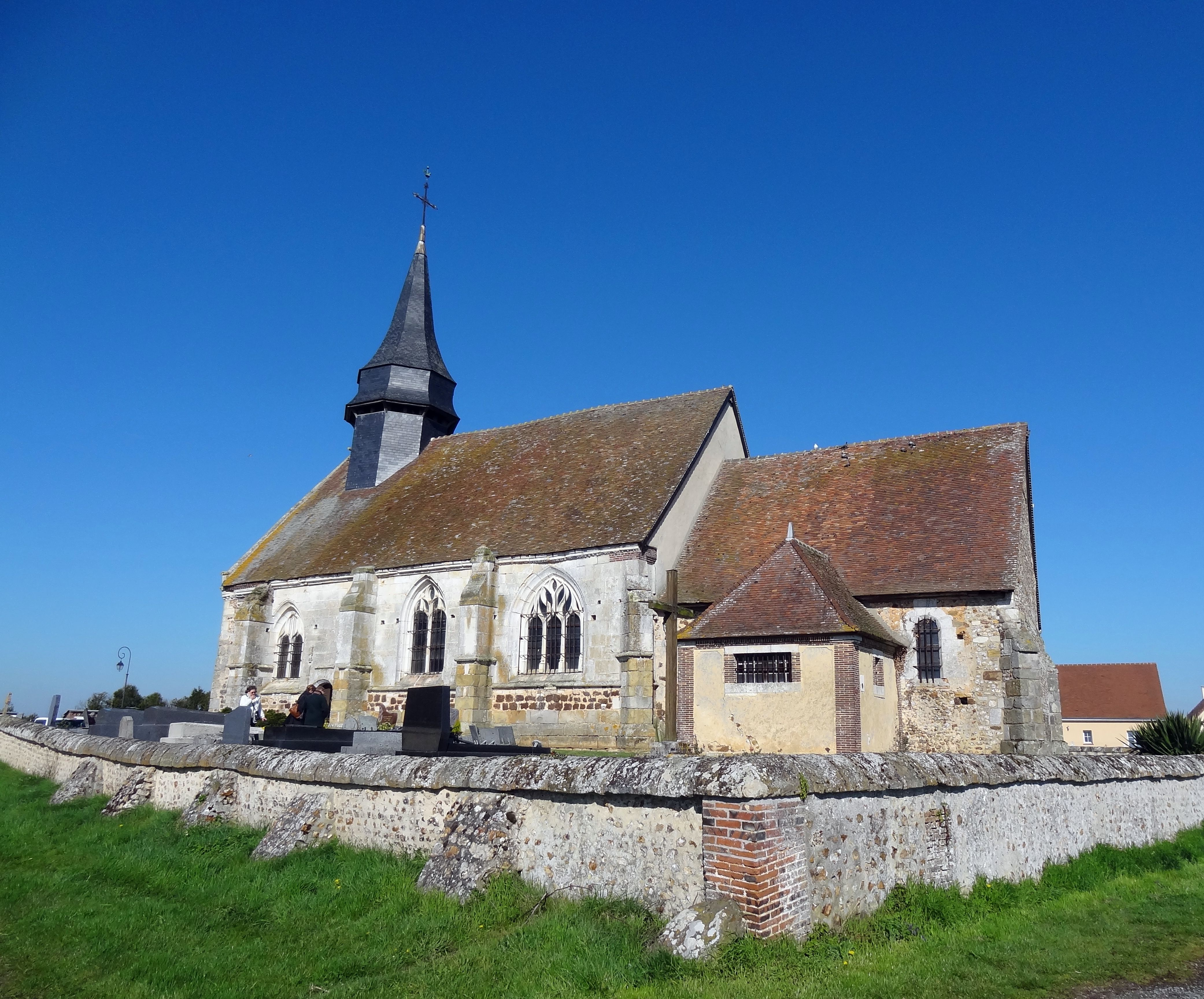
Kirche Notre-Dame in Dame-Marie
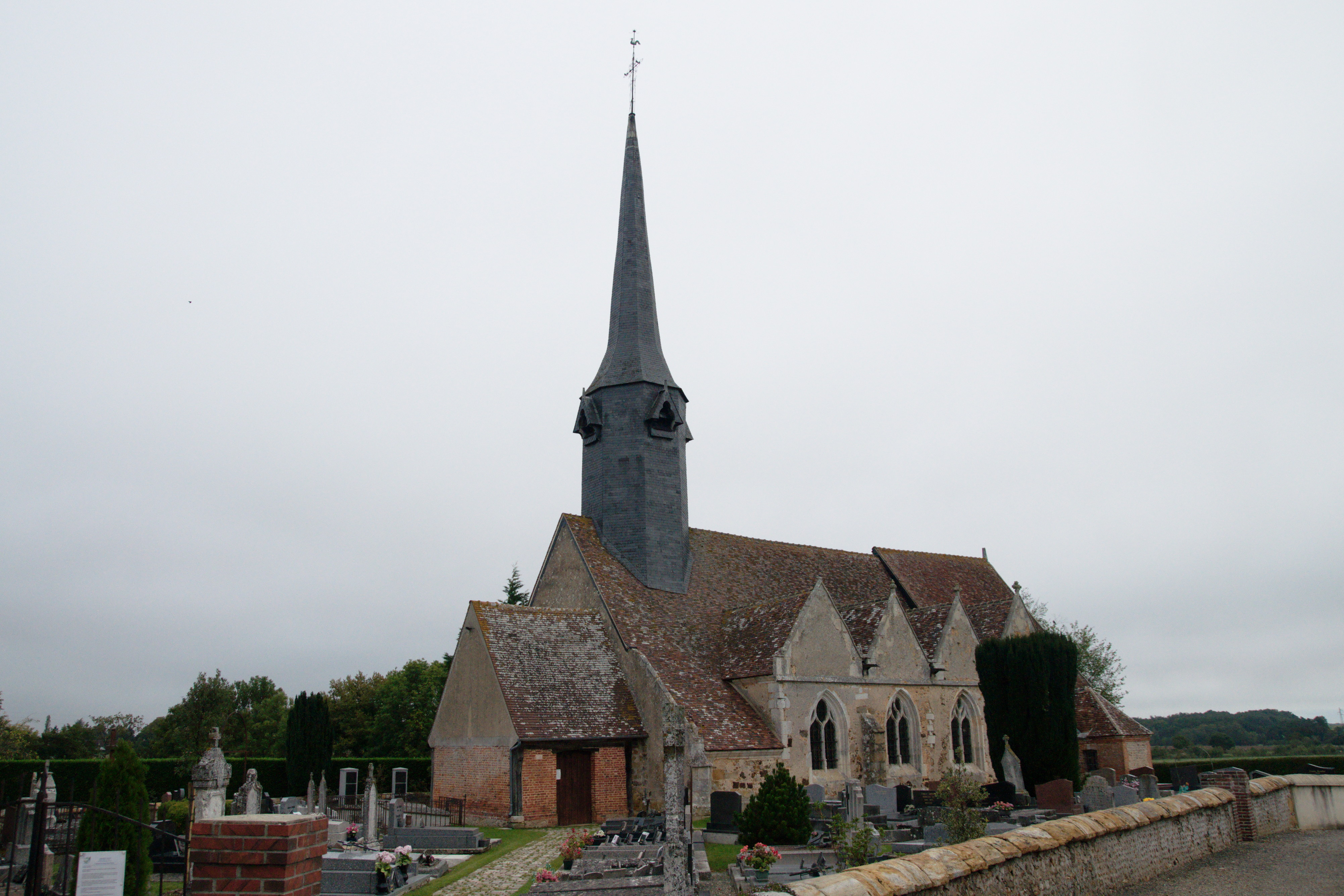
Kirche Saint-Ouen in Saint-Ouen-d’Attez

## Persönlichkeiten
- Augustin Théodule Ribot (1823–1891), Maler, in Saint-Nicolas-d’Attez geboren